# Ранохришћанска гробница у Нишкој Бањи
Ранохришћанска гробница у Нишкој Бањи је  археолошко налазиште са монументалном некрополом-гробницом са две калоте типа хипогеум и сакрални споменик из Античког Рима.  Приликом изградње нове здравствене установе 1972. године на простору данашњег главног парка Нишке Бање, заједно са остацима насеља из халштатског доба с краја 5. века или почетка 6. века, откривена је ова некропола са две калоте, које веома личе гробницама са две калоте у некрополи у Јагодин-мали у Нишу.
По завршеним археолошких истраживања гробница је архитектонски укомпонована у склоп новосаграђеног хотела „Радон“ у Нишкој Бањи.

## Положај
Ранохришћанска гробница у Нишкој Бањи се налази на простору данашњег главног парка Нишке Бање,  заједно са остацима насеља из халштатског доба с краја 5. века или с почетка 6. века,  испред јужног улаза у Институт за превенцију, лечење и рехабилитацију реуматичних и кардиоваскуларних болести „Радон” у Нишкој Бањи.
У административном смислу налази се на територији града Ниша  у  градској општини Нишка Бања, на катастарској парцели број 1112/1 КО Нишка Бања у државној својини.

## Историја
Хришћанска традиција, која је почела да се шири у 4. веку на простору Нишке котлине и Наиса у њему, наставила је даљу експанзију са Константиновим признањем хришћанства 313. године, што је на овом простору оставило бројне материјалне трагове. Из периода од 4.  до 6. века налазимо бројне остатке некропола-гробница, од којих је једна од значајнијих и гробница у Нишкој Бањи. Тако је Наис од 4. века, захваљујући Константину, и касније другим царевима пореклом са овог простора, постао култно и културно средиште, јако верско жариште и познато епископско седиште.
Још од давно прошлих времена, из римског утврђења у оквиру прастарог Naisusa пружао се ка истоку и надомак античке Нишке Бање, познати  Виа Милитарис – (лат. Via Militaris), који је чинио знамениту античку трасу (лат. via publica, agger publicus, strata publica) којом су се, и у најзападнијем простору Понишавља, савлађивала одређена територијална одстојања. Са „стратегијског, верског и трговачког гледишта ова траса била је најважнији путни правац Балканског полуострва“ још у ранијим друштвеним периодима, па су бројни истраживачи закључили „да се у нешто ближој прошлости, као и у знатно старијим временима, још у античко доба, за Нишку Бању и њене лековите воде, знало и изван локалне средине“. То је у Нишку Бању привукло бројне хришћане који су на овом простору, поред објеката за становање почели да граде сакралне објекте међу којима и гробнице. Главни разлог је био у томе што су бањске терме Нишке Бање биле „природом локализоване“ поред значајног пута, који је „ за дуго време чинио једини спој између античког и постантичког Запада и Истока.”
Ова као и друге гробнице на територије античког Наиса су најречитије сведочанство о градитељским способностима првих хришћана Наиса данас Ниша, али и сведочанство којом се брзином знање из Римске престонице, где су се у увелико градиле куполне грађевине, ширило и по ободу царства. Захваљујући доброј комуникацији Нишке котлине са свим просторима Римског царства, архитектонски облици гробнице у Нишкој Бањи, могу се упоредити са онима из некрополе у Јагодин мали у Нишу, али и онима у Солуну, опредељујући њен настанак за 6. век.
У то време сахрањивање је вршено у истим типовима гробницама у Солуну, Софији и Нишу. Како вишекуполне гробнице у Солуну . и Нишу подсећају на црквене грађевине, њихова непосредна веза, од архитектуре до претпоставке, је неоспорна као и чињеница да су ове грађевине највероватније градили исти мајстори који су на овом простору балкана градили цркве и зидали гробнице.

## Архитектура[11]
Ранохришћанска гробница у Нишкој Бањи је грађевина квадратне основе висине 250 cm са страницама дугачким по 540 cm, и зидовима дебелим око 50 cm. Гробница је у целости озидана опеком. Спољне површине калота и бачвасти сводови, прилаза гробници - дромос, као и зидна платна у унутрашњости гробнице, заједно са подним површинама, прекривени су танким слојем малтера, су димензија  5,31 х 5,39 х 2,41 m.
Унутрашњост гробнице подељена је на две истоветне просторије са по две правоугаона гробна места (аркосолијума), на северној и јужној страни.
Изнад квадратног простора формираног између аркосолијума изнад обадве просторије уздижу се куполе, које су са све четири стране обухваћене луковима и ослоњене на пандантифе. Источна купола ослоњена је са северне и јужне стране на лукове аркосолија, са источне на лук изнад улаза а са западне на лучни отвор између просторија, док западну просторију са западне стране придржава лук у западном зиду. Захваљујући систему лукова, из квадратне основе се, преко пандантифа, прешло у кружну основу купола. Аркосолијуми су засведени полуобличастим сводом висине 110 см. Бочни зидови аркосолијума једним делом су избачени у простор у виду испуста сегмента лука, чиме се добило на стабилности.
Унутрашњост гробнице омалтерисана је слојем хидрауличног малтера. Унутар гробнице су четири лучне нише у саставу којих су уздигнута лежишта на којима су били постављани сандуци са покојницима. Улаз чини ходник са неколико степеника.
Лежишта за покојнике у гробници, која су величине 110х190 cm, уздигнута су за 25 cm у односу на ниво пода и ограђена зидом ширине 15 cm и висине око 40 cm.
Гробница је оријентисана исток - запад, са улазом на истоку димензије 63х95 cm. Са источне стране гробнице је прилаз којим се преко неколико фланкираних степеника улази у унутрашњост гробницу. Правоугаони улазни отвор затваран је ужљебљеном каменом плочом. Изнад улаза у гробницу постоји кубична степенаста конструкција, која, осим што наглашава улазну партију, заклања и калоте. Она нема никакву статичну улогу

## Материјални налази и њихов значај
Након ископавања гробнице у њој су откривени скромни материјални прилози:
- коштани чешаљ,
- керамички суд,
- остаци два скелета сахрањених покојника. Међу скелетним остацима покојника, откривено је да је један био обучен у једноставан тамномрки хаљетак. Други, у северној гробној прегради имао је кошуљу са дугачким рукавима која је досезала до половина бутних костију.[13]

Археолошко налазиште је значајна, јединствена и целовито сачувана грађевина фунералне архитектуре у области касноантичког и рановизантијског Наиса (Ниша). Од посебног значаја је потпуна презентација фунералне архитектуре касноантичког периода на тлу Републике Србије.

## Заштита културног добра
Ранохришћанска гробница у Нишкој Бањи, која је у територијално надлежни Завод за заштиту споменика културе Ниш, уписана је 17. августа 2012. у централном регистру под бројем АН 158. Упис је извршен на основу Одлука Владе Републике Србије 05 број 633-2769/2012 од 10.05.2012.
Гробница, као културно добро од посебеног значаја је примарно након ископавања 1972. године и изградње стационара „Радон“ обновљена и конзервирана. Од тада, изложена је атмосферским утицајима и до данас је неадекватно очувана и заштићена. Како не би и надаље била препуштена зубу времена, потребно је око и изнад ње изградити заштитне зидове и кров од стакла чиме би било заустављено њено даље пропадања, а с друге стране гробница би у правом изгледу постала доступнија туристима.